# Persona non grata
Persona non grata, "uønsket person", betegner inden for diplomatiet det forhold, at modtagerstaten ifølge Wienerkonventionen om diplomatiske forbindelser til enhver tid og uden begrundelse kan meddele udsenderstaten, at repræsentationschefen (oftest en ambassadør) eller et hvilket som helst medlem af repræsentationens diplomatiske personale er persona non grata, eller at et hvilket som helst andet medlem af repræsentationens personale er uønsket. I sådanne tilfælde skal udsenderstaten enten hjemkalde den pågældende eller bringe hendes eller hans tjeneste ved repræsentationen til ophør. En person kan erklæres non grata eller uønsket før ankomsten til modtagerstatens territorium.
Spørgsmål om at erklære en diplomat persona non grata kan f.eks. opstå, hvis en diplomat begår en strafbar handling i modtagerstaten, som han ikke kan straffes for efter Wienerkonventionens immunitetsregler, se immunitet (diplomati). I langt de fleste tilfælde vil udsenderstaten foregribe, at en diplomat erklæres persona non grata, ved selv at hjemkalde den pågældende før modtagerstatens beslutning foreligger.